# Spółgłoska iniektywna języczkowa dźwięczna
Spółgłoska iniektywna języczkowa dźwięczna – rodzaj dźwięku spółgłoskowego występujący w językach naturalnych. W międzynarodowej transkrypcji fonetycznej IPA oznaczanej symbolem: [ʛ].

## Artykulacja

### Opis
W czasie artykulacji [ʛ]
- modulowany jest prąd powietrza powstały w wyniku zasysającego ruchu krtani do dołu przy drgających wiązadłach głosowych, czyli artykulacja tej spółgłoski wymaga inicjacji krtaniowej i ingresji,
- tylna część podniebienia miękkiego zamyka dostęp do jamy nosowej, prąd powietrza przepływa przez jamę ustną
- prąd powietrza w jamie ustnej przepływa ponad całym językiem
- tylna część grzbietu wznosi się stromo do najbardziej tylnej części podniebienia miękkiego, języczka, tworząc zwarcie. Dochodzi do całkowitego zablokowania dostępu powietrza do jamy ustnej. Następuje rozwarcie, powietrze jest zasysane do wewnątrz w wyniku ssącego ruch krtani, co nadaje głosce charakterystyczny głuchy dźwięk.
- wiązadła głosowe periodycznie drgają, spółgłoska ta jest dźwięczna

### Przykłady
- w języku mam: q'a [ʛa] – ogień